# Automobil-Weltmeisterschaft 1978
Die Automobil-Weltmeisterschaft 1978 war die 29. Saison der Automobil-Weltmeisterschaft, die heutzutage als Formel-1-Weltmeisterschaft bezeichnet wird. In ihrem Rahmen wurden über 16 Rennen in der Zeit vom 15. Januar 1978 bis zum 8. Oktober 1978 die Fahrerweltmeisterschaft und der Internationale Pokal der Formel-1-Konstrukteure ausgetragen.
Mario Andretti gewann zum ersten und einzigen Mal die Fahrerweltmeisterschaft. Lotus wurde Konstrukteursweltmeister.

## Teams und Fahrer
| Foto           | Team                                              | Chassis                                                | Motor                    | Reifen | Nr.             | Stammfahrer           | Rennen            |
| -------------- | ------------------------------------------------- | ------------------------------------------------------ | ------------------------ | ------ | --------------- | --------------------- | ----------------- |
| Brabham BT46B  | Parmalat Racing Team                              | Brabham BT45C Brabham BT46 Brabham BT46B Brabham BT46C | Alfa Romeo 3.0 B12       | G      | 01              | Niki Lauda            | 1–16              |
| Brabham BT46B  | Parmalat Racing Team                              | Brabham BT45C Brabham BT46 Brabham BT46B Brabham BT46C | Alfa Romeo 3.0 B12       | G      | 02              | John Watson           | 1–16              |
| Brabham BT46B  | Parmalat Racing Team                              | Brabham BT45C Brabham BT46 Brabham BT46B Brabham BT46C | Alfa Romeo 3.0 B12       | G      | 66              | Nelson Piquet         | 16                |
| Tyrrell 008    | Elf Team Tyrrell                                  | Tyrrell 008                                            | Ford Cosworth DFV 3.0 V8 | G      | 03              | Didier Pironi         | 1–16              |
| Tyrrell 008    | Elf Team Tyrrell                                  | Tyrrell 008                                            | Ford Cosworth DFV 3.0 V8 | G      | 04              | Patrick Depailler     | 1–16              |
| Lotus 79       | John Player Team Lotus                            | Lotus 78 Lotus 79                                      | Ford Cosworth DFV 3.0 V8 | G      | 05              | Mario Andretti        | 1–16              |
| Lotus 79       | John Player Team Lotus                            | Lotus 78 Lotus 79                                      | Ford Cosworth DFV 3.0 V8 | G      | 06              | Ronnie Peterson       | 1–14              |
| Lotus 79       | John Player Team Lotus                            | Lotus 78 Lotus 79                                      | Ford Cosworth DFV 3.0 V8 | G      | 55              | Jean-Pierre Jarier    | 15, 16            |
| McLaren M26    | Marlboro Team Texaco                              | McLaren M26 McLaren M26E                               | Ford Cosworth DFV 3.0 V8 | G      | 07              | James Hunt            | 1–16              |
| McLaren M26    | Marlboro Team Texaco                              | McLaren M26 McLaren M26E                               | Ford Cosworth DFV 3.0 V8 | G      | 08              | Patrick Tambay        | 1–5, 7–16         |
| McLaren M26    | Marlboro Team Texaco                              | McLaren M26 McLaren M26E                               | Ford Cosworth DFV 3.0 V8 | G      | 33              | Bruno Giacomelli      | 6, 9, 10, 13, 14  |
| ATS HS1        | ATS Racing Team F&S Properties/ATS Racing Team    | ATS HS1 ATS D1                                         | Ford Cosworth DFV 3.0 V8 | G      | 09              | Jochen Mass           | 1–13              |
| ATS HS1        | ATS Racing Team F&S Properties/ATS Racing Team    | ATS HS1 ATS D1                                         | Ford Cosworth DFV 3.0 V8 | G      | 09              | Michael Bleekemolen   | 14–16             |
| ATS HS1        | ATS Racing Team F&S Properties/ATS Racing Team    | ATS HS1 ATS D1                                         | Ford Cosworth DFV 3.0 V8 | G      | 10              | Jean-Pierre Jarier    | 1–5, 11           |
| ATS HS1        | ATS Racing Team F&S Properties/ATS Racing Team    | ATS HS1 ATS D1                                         | Ford Cosworth DFV 3.0 V8 | G      | 10              | Alberto Colombo       | 6, 7              |
| ATS HS1        | ATS Racing Team F&S Properties/ATS Racing Team    | ATS HS1 ATS D1                                         | Ford Cosworth DFV 3.0 V8 | G      | 10              | Keke Rosberg          | 8–10, 15, 16      |
| ATS HS1        | ATS Racing Team F&S Properties/ATS Racing Team    | ATS HS1 ATS D1                                         | Ford Cosworth DFV 3.0 V8 | G      | 10              | Hans Binder           | 12                |
| ATS HS1        | ATS Racing Team F&S Properties/ATS Racing Team    | ATS HS1 ATS D1                                         | Ford Cosworth DFV 3.0 V8 | G      | 10              | Michael Bleekemolen   | 13                |
| ATS HS1        | ATS Racing Team F&S Properties/ATS Racing Team    | ATS HS1 ATS D1                                         | Ford Cosworth DFV 3.0 V8 | G      | 10              | Harald Ertl           | 14                |
| Ferrari 312T3  | Scuderia Ferrari SpA SEFAC                        | Ferrari 312T2 Ferrari 312T3                            | Ferrari 3.0 B12          | M      | 11              | Carlos Reutemann      | 1–16              |
| Ferrari 312T3  | Scuderia Ferrari SpA SEFAC                        | Ferrari 312T2 Ferrari 312T3                            | Ferrari 3.0 B12          | M      | 12              | Gilles Villeneuve     | 1–16              |
| Copersucar F5A | Fittipaldi Automotive                             | Copersucar F5A                                         | Ford Cosworth DFV 3.0 V8 | G      | 14              | Emerson Fittipaldi    | 1–16              |
| Renault RS01   | Equipe Renault Elf                                | Renault RS01                                           | Renault 1.5 V6T          | M      | 15              | Jean-Pierre Jabouille | 3–16              |
| Shadow DN8     | Shadow Racing Team                                | Shadow DN8 Shadow DN9                                  | Ford Cosworth DFV 3.0 V8 | G      | 16              | Hans-Joachim Stuck    | 1–16              |
| Shadow DN8     | Shadow Racing Team                                | Shadow DN8 Shadow DN9                                  | Ford Cosworth DFV 3.0 V8 | G      | 17              | Clay Regazzoni        | 1–16              |
| Surtees TS19   | Durex Team Surtees Beta Team Surtees Team Surtees | Surtees TS19 Surtees TS20                              | Ford Cosworth DFV 3.0 V8 | G      | 18              | Rupert Keegan         | 1–13              |
| Surtees TS19   | Durex Team Surtees Beta Team Surtees Team Surtees | Surtees TS19 Surtees TS20                              | Ford Cosworth DFV 3.0 V8 | G      | 18              | Gimax                 | 14                |
| Surtees TS19   | Durex Team Surtees Beta Team Surtees Team Surtees | Surtees TS19 Surtees TS20                              | Ford Cosworth DFV 3.0 V8 | G      | 18              | René Arnoux           | 15, 16            |
| Surtees TS19   | Durex Team Surtees Beta Team Surtees Team Surtees | Surtees TS19 Surtees TS20                              | Ford Cosworth DFV 3.0 V8 | G      | 19              | Vittorio Brambilla    | 1–14              |
| Surtees TS19   | Durex Team Surtees Beta Team Surtees Team Surtees | Surtees TS19 Surtees TS20                              | Ford Cosworth DFV 3.0 V8 | G      | 19              | Beppe Gabbiani        | 15, 16            |
| Wolf WR6       | Walter Wolf Racing                                | Wolf WR1 Wolf WR3 Wolf WR4 Wolf WR5 Wolf WR6           | Ford Cosworth DFV 3.0 V8 | G      | 20              | Jody Scheckter        | 1–16              |
| Wolf WR6       | Walter Wolf Racing                                | Wolf WR1 Wolf WR3 Wolf WR4 Wolf WR5 Wolf WR6           | Ford Cosworth DFV 3.0 V8 | G      | 21              | Bobby Rahal           | 15, 16            |
| Ensign N177    | Team Tissot Ensign Sachs Racing                   | Ensign N177                                            | Ford Cosworth DFV 3.0 V8 | G      | 22              | Danny Ongais          | 1, 2              |
| Ensign N177    | Team Tissot Ensign Sachs Racing                   | Ensign N177                                            | Ford Cosworth DFV 3.0 V8 | G      | 22              | Lamberto Leoni        | 3, 4              |
| Ensign N177    | Team Tissot Ensign Sachs Racing                   | Ensign N177                                            | Ford Cosworth DFV 3.0 V8 | G      | 22              | Jacky Ickx            | 5–8               |
| Ensign N177    | Team Tissot Ensign Sachs Racing                   | Ensign N177                                            | Ford Cosworth DFV 3.0 V8 | G      | 22              | Derek Daly            | 9, 10, 12–16      |
| Ensign N177    | Team Tissot Ensign Sachs Racing                   | Ensign N177                                            | Ford Cosworth DFV 3.0 V8 | G      | 22              | Nelson Piquet         | 11                |
| Ensign N177    | Team Tissot Ensign Sachs Racing                   | Ensign N177                                            | Ford Cosworth DFV 3.0 V8 | G      | 23              | Lamberto Leoni        | 1, 2              |
| Ensign N177    | Team Tissot Ensign Sachs Racing                   | Ensign N177                                            | Ford Cosworth DFV 3.0 V8 | G      | 23              | Harald Ertl           | 11–14             |
| Ensign N177    | Team Tissot Ensign Sachs Racing                   | Ensign N177                                            | Ford Cosworth DFV 3.0 V8 | G      | 23              | Brett Lunger          | 15                |
|                | Mario Deliotti Racing                             | Ensign N175                                            | Ford Cosworth DFV 3.0 V8 | G      | 23              | Geoff Lees            | 10                |
| Hesketh 308E   | Olympus Cameras/Hesketh Racing                    | Hesketh 308E                                           | Ford Cosworth DFV 3.0 V8 | G      | 24              | Divina Galica         | 1, 2              |
| Hesketh 308E   | Olympus Cameras/Hesketh Racing                    | Hesketh 308E                                           | Ford Cosworth DFV 3.0 V8 | G      | 24              | Eddie Cheever         | 3                 |
| Hesketh 308E   | Olympus Cameras/Hesketh Racing                    | Hesketh 308E                                           | Ford Cosworth DFV 3.0 V8 | G      | 24              | Derek Daly            | 4–6               |
|                | Team Rebaque                                      | Lotus 78                                               | Ford Cosworth DFV 3.0 V8 | G      | 25              | Héctor Rebaque        | 1–16              |
| Ligier JS9     | Ligier Gitanes                                    | Ligier JS7 Ligier JS7/9 Ligier JS9                     | Matra 3.0 V12            | G      | 26              | Jacques Laffite       | 1–16              |
| Williams FW06  | Williams Grand Prix Engineering                   | Williams FW06                                          | Ford Cosworth DFV 3.0 V8 | G      | 27              | Alan Jones            | 1–16              |
|                | Centro Aseguredor F1                              | McLaren M23                                            | Ford Cosworth DFV 3.0 V8 | G      | 28              | Emilio de Villota     | 7                 |
| McLaren M26    | Liggett Group/B&S Fabrications BS Fabrications    | McLaren M23 McLaren M26                                | Ford Cosworth DFV 3.0 V8 | G      | 29              | Nelson Piquet         | 12–14             |
| McLaren M26    | Liggett Group/B&S Fabrications BS Fabrications    | McLaren M23 McLaren M26                                | Ford Cosworth DFV 3.0 V8 | G      | 30              | Brett Lunger          | 1–14              |
|                | Automobiles Martini                               | Martini Mk23                                           | Ford Cosworth DFV 3.0 V8 | G      | 31              | René Arnoux           | 3, 5, 6, 9, 11–13 |
| Theodore TR1   | Theodore Racing Theodore Racing Hong Kong         | Theodore TR1 Wolf WR3 Wolf WR4                         | Ford Cosworth DFV 3.0 V8 | G      | 32              | Eddie Cheever         | 1, 2              |
| Theodore TR1   | Theodore Racing Theodore Racing Hong Kong         | Theodore TR1 Wolf WR3 Wolf WR4                         | Ford Cosworth DFV 3.0 V8 | G      | 32              | Keke Rosberg          | 3–7, 11–14        |
| Arrows A1      | Arrows Racing Team                                | Arrows FA1                                             | Ford Cosworth DFV 3.0 V8 | G      | 35              | Riccardo Patrese      | 3–14, 16          |
| Arrows A1      | Arrows Racing Team                                | Arrows FA1                                             | Ford Cosworth DFV 3.0 V8 | G      | 36              | Riccardo Patrese      | 2                 |
| Arrows A1      | Arrows Racing Team                                | Arrows FA1                                             | Ford Cosworth DFV 3.0 V8 | G      | 36              | Rolf Stommelen        | 3–16              |
|                | Team Merzario                                     | Merzario A1                                            | Ford Cosworth DFV 3.0 V8 | G      | 37              | Arturo Merzario       | 1–16              |
| 38             | Team Merzario                                     | Merzario A1                                            | Ford Cosworth DFV 3.0 V8 | G      | Alberto Colombo | 14                    |                   |
|                | Interscope Racing                                 | Shadow DN9                                             | Ford Cosworth DFV 3.0 V8 | G      | 39              | Danny Ongais          | 4, 13             |
|                | Melchester Racing                                 | McLaren M23                                            | Ford Cosworth DFV 3.0 V8 | G      | 40              | Tony Trimmer          | 10                |

## Rennkalender
| Nr. | Datum         | Grand Prix (Strecke)                 | Distanz (km) | Sieger                           | Zweiter                              | Dritter                          | Pole- Position                   | Schnellste Rennrunde            | Gesamtführender Fahrer           | Gesamtführender Konstrukteur |
| --- | ------------- | ------------------------------------ | ------------ | -------------------------------- | ------------------------------------ | -------------------------------- | -------------------------------- | ------------------------------- | -------------------------------- | ---------------------------- |
| 01  | 15. Januar    | Argentinien (Buenos Aires)           | 310,336      | Mario Andretti (Lotus-Ford)      | Niki Lauda (Brabham-Alfa Romeo)      | Patrick Depailler (Tyrrell-Ford) | Mario Andretti (Lotus-Ford)      | Gilles Villeneuve (Ferrari)     | Mario Andretti (Lotus-Ford)      | Lotus-Ford                   |
| 02  | 29. Januar    | Brasilien (Jacarepaguá)              | 316,953      | Carlos Reutemann (Ferrari)       | Emerson Fittipaldi (Fittipaldi-Ford) | Niki Lauda (Brabham-Alfa Romeo)  | Ronnie Peterson (Lotus-Ford)     | Carlos Reutemann (Ferrari)      | Mario Andretti (Lotus-Ford)      | Lotus-Ford                   |
| 03  | 4. März       | Südafrika (Midrand)                  | 320,112      | Ronnie Peterson (Lotus-Ford)     | Patrick Depailler (Tyrrell-Ford)     | John Watson (Brabham-Alfa Romeo) | Niki Lauda (Brabham-Alfa Romeo)  | Mario Andretti (Lotus-Ford)     | Mario Andretti (Lotus-Ford)      | Lotus-Ford                   |
| 04  | 2. April      | USA West (Long Beach)                | 261,706      | Carlos Reutemann (Ferrari)       | Mario Andretti (Lotus-Ford)          | Patrick Depailler (Tyrrell-Ford) | Carlos Reutemann (Ferrari)       | Alan Jones (Williams-Ford)      | Carlos Reutemann (Ferrari)       | Lotus-Ford                   |
| 05  | 7. Mai        | Monaco (Monte Carlo)                 | 248,400      | Patrick Depailler (Tyrrell-Ford) | Niki Lauda (Brabham-Alfa Romeo)      | Jody Scheckter (Wolf-Ford)       | Carlos Reutemann (Ferrari)       | Niki Lauda (Brabham-Alfa Romeo) | Patrick Depailler (Tyrrell-Ford) | Lotus-Ford                   |
| 06  | 21. Mai       | Belgien (Zolder)                     | 298,340      | Mario Andretti (Lotus-Ford)      | Ronnie Peterson (Lotus-Ford)         | Carlos Reutemann (Ferrari)       | Mario Andretti (Lotus-Ford)      | Ronnie Peterson (Lotus-Ford)    | Mario Andretti (Lotus-Ford)      | Lotus-Ford                   |
| 07  | 4. Juni       | Spanien (San Sebastián de los Reyes) | 255,300      | Mario Andretti (Lotus-Ford)      | Ronnie Peterson (Lotus-Ford)         | Jacques Laffite (Ligier-Matra)   | Mario Andretti (Lotus-Ford)      | Mario Andretti (Lotus-Ford)     | Mario Andretti (Lotus-Ford)      | Lotus-Ford                   |
| 08  | 17. Juni      | Schweden (Anderstorp)                | 282,170      | Niki Lauda (Brabham-Alfa Romeo)  | Riccardo Patrese (Arrows-Ford)       | Ronnie Peterson (Lotus-Ford)     | Mario Andretti (Lotus-Ford)      | Niki Lauda (Brabham-Alfa Romeo) | Mario Andretti (Lotus-Ford)      | Lotus-Ford                   |
| 09  | 2. Juli       | Frankreich (Le Castellet)            | 313,740      | Mario Andretti (Lotus-Ford)      | Ronnie Peterson (Lotus-Ford)         | James Hunt (McLaren-Ford)        | John Watson (Brabham-Alfa Romeo) | Carlos Reutemann (Ferrari)      | Mario Andretti (Lotus-Ford)      | Lotus-Ford                   |
| 10  | 16. Juli      | Großbritannien (West Kingsdown)      | 319,732      | Carlos Reutemann (Ferrari)       | Niki Lauda (Brabham-Alfa Romeo)      | John Watson (Brabham-Alfa Romeo) | Ronnie Peterson (Lotus-Ford)     | Niki Lauda (Brabham-Alfa Romeo) | Mario Andretti (Lotus-Ford)      | Lotus-Ford                   |
| 11  | 30. Juli      | Deutschland (Hockenheim)             | 305,505      | Mario Andretti (Lotus-Ford)      | Jody Scheckter (Wolf-Ford)           | Jacques Laffite (Ligier-Matra)   | Mario Andretti (Lotus-Ford)      | Ronnie Peterson (Lotus-Ford)    | Mario Andretti (Lotus-Ford)      | Lotus-Ford                   |
| 12  | 13. August    | Österreich (Spielberg)               | 320,868      | Ronnie Peterson (Lotus-Ford)     | Patrick Depailler (Tyrrell-Ford)     | Gilles Villeneuve (Ferrari)      | Ronnie Peterson (Lotus-Ford)     | Ronnie Peterson (Lotus-Ford)    | Mario Andretti (Lotus-Ford)      | Lotus-Ford                   |
| 13  | 27. August    | Niederlande (Zandvoort)              | 316,950      | Mario Andretti (Lotus-Ford)      | Ronnie Peterson (Lotus-Ford)         | Niki Lauda (Brabham-Alfa Romeo)  | Mario Andretti (Lotus-Ford)      | Niki Lauda (Brabham-Alfa Romeo) | Mario Andretti (Lotus-Ford)      | Lotus-Ford                   |
| 14  | 10. September | Italien (Monza)                      | 232,000      | Niki Lauda (Brabham-Alfa Romeo)  | John Watson (Brabham-Alfa Romeo)     | Carlos Reutemann (Ferrari)       | Mario Andretti (Lotus-Ford)      | Mario Andretti (Lotus-Ford)     | Mario Andretti (Lotus-Ford)      | Lotus-Ford                   |
| 15  | 1. Oktober    | USA Ost (Watkins Glen)               | 320,665      | Carlos Reutemann (Ferrari)       | Alan Jones (Williams-Ford)           | Jody Scheckter (Wolf-Ford)       | Mario Andretti (Lotus-Ford)      | Jean-Pierre Jarier (Lotus-Ford) | Mario Andretti (Lotus-Ford)      | Lotus-Ford                   |
| 16  | 8. Oktober    | Kanada (Montréal)                    | 315,000      | Gilles Villeneuve (Ferrari)      | Jody Scheckter (Wolf-Ford)           | Carlos Reutemann (Ferrari)       | Jean-Pierre Jarier (Lotus-Ford)  | Alan Jones (Williams-Ford)      | Mario Andretti (Lotus-Ford)      | Lotus-Ford                   |

## Rennberichte

### Großer Preis von Argentinien
| Platz | Fahrer            | Team               | Zeit       |
| ----- | ----------------- | ------------------ | ---------- |
| 1     | Mario Andretti    | Lotus-Ford         | 1:37:04,47 |
| 2     | Niki Lauda        | Brabham-Alfa Romeo | + 13,21    |
| 3     | Patrick Depailler | Tyrrell-Ford       | + 13,64    |
| PP    | Mario Andretti    | Lotus-Ford         | 1:47,75    |
| SR    | Gilles Villeneuve | Ferrari            | 1:49,76    |

Der Große Preis von Argentinien im Autódromo Municipal Ciudad de Buenos Aires fand am 15. Januar 1978 statt und ging über eine Distanz von 52 Runden (310,336 km).
Rennleiter Juan Manuel Fangio winkte irrtümlich den fünftplatzierten Ronnie Peterson als Sieger ab. Die letzte (53.) Runde wurde aufgrund dessen annulliert.

### Großer Preis von Brasilien
| Platz | Fahrer             | Team               | Zeit       |
| ----- | ------------------ | ------------------ | ---------- |
| 1     | Carlos Reutemann   | Ferrari            | 1:49:59,86 |
| 2     | Emerson Fittipaldi | Fittipaldi-Ford    | + 49,13    |
| 3     | Niki Lauda         | Brabham-Alfa Romeo | + 57,02    |
| PP    | Ronnie Peterson    | Lotus-Ford         | 1:40,45    |
| SR    | Carlos Reutemann   | Ferrari            | 1:43,07    |

Der Große Preis von Brasilien in Rio de Janeiro fand am 29. Januar 1978 statt und ging über eine Distanz von 63 Runden (316,953 km).

### Großer Preis von Südafrika
| Platz | Fahrer            | Team               | Zeit        |
| ----- | ----------------- | ------------------ | ----------- |
| 1     | Ronnie Peterson   | Lotus-Ford         | 1:42:15,767 |
| 2     | Patrick Depailler | Tyrrell-Ford       | + 0,466     |
| 3     | John Watson       | Brabham-Alfa Romeo | + 4,442     |
| PP    | Niki Lauda        | Brabham-Alfa Romeo | 1:14,65     |
| SR    | Mario Andretti    | Lotus-Ford         | 1:17,09     |

Der Große Preis von Südafrika auf dem Kyalami Grand Prix Circuit fand am 4. März 1978 statt und ging über eine Distanz von 78 Runden (320,112 km).

### Großer Preis der USA West
| Platz | Fahrer            | Team          | Zeit        |
| ----- | ----------------- | ------------- | ----------- |
| 1     | Carlos Reutemann  | Ferrari       | 1:52:01,301 |
| 2     | Mario Andretti    | Lotus-Ford    | + 11,061    |
| 3     | Patrick Depailler | Tyrrell-Ford  | + 28,951    |
| PP    | Carlos Reutemann  | Ferrari       | 1:20,636    |
| SR    | Alan Jones        | Williams-Ford | 1:22,215    |

Der Große Preis der USA West auf dem Long Beach Grand Prix Circuit fand am 2. April 1978 statt und ging über eine Distanz von 80,5 Runden (261,706 km).

### Großer Preis von Monaco
| Platz | Fahrer            | Team               | Zeit       |
| ----- | ----------------- | ------------------ | ---------- |
| 1     | Patrick Depailler | Tyrrell-Ford       | 1:55:14,66 |
| 2     | Niki Lauda        | Brabham-Alfa Romeo | + 22,45    |
| 3     | Jody Scheckter    | Wolf-Ford          | + 32,29    |
| PP    | Carlos Reutemann  | Ferrari            | 1:28,34    |
| SR    | Niki Lauda        | Brabham-Alfa Romeo | 1:28,65    |

Der Große Preis von Monaco auf dem Circuit de Monaco fand am 7. Mai 1978 statt und ging über eine Distanz von 75 Runden à 3,312 km (248,42 km).

### Großer Preis von Belgien
| Platz | Fahrer           | Team       | Zeit       |
| ----- | ---------------- | ---------- | ---------- |
| 1     | Mario Andretti   | Lotus-Ford | 1:39:52,02 |
| 2     | Ronnie Peterson  | Lotus-Ford | + 9,90     |
| 3     | Carlos Reutemann | Ferrari    | + 24,34    |
| PP    | Mario Andretti   | Lotus-Ford | 1:20,90    |
| SR    | Ronnie Peterson  | Lotus-Ford | 1:23,13    |

Der Große Preis von Belgien auf dem Circuit Zolder fand am 21. Mai 1978 statt und ging über eine Distanz von 70 Runden à 4,262 km (298,34 km).

### Großer Preis von Spanien
| Platz | Fahrer          | Team         | Zeit       |
| ----- | --------------- | ------------ | ---------- |
| 1     | Mario Andretti  | Lotus-Ford   | 1:41:47,06 |
| 2     | Ronnie Peterson | Lotus-Ford   | + 19,56    |
| 3     | Jacques Laffite | Ligier-Matra | + 37,24    |
| PP    | Mario Andretti  | Lotus-Ford   | 1:16,39    |
| SR    | Mario Andretti  | Lotus-Ford   | 1:20,06    |

Der Große Preis von Spanien auf dem Circuito del Jarama fand am 4. Juni 1978 statt und ging über eine Distanz von 75 Runden (255,300 km).

### Großer Preis von Schweden
| Platz | Fahrer           | Team               | Zeit        |
| ----- | ---------------- | ------------------ | ----------- |
| 1     | Niki Lauda       | Brabham-Alfa Romeo | 1:41:00,606 |
| 2     | Riccardo Patrese | Arrows-Ford        | + 34,019    |
| 3     | Ronnie Peterson  | Lotus-Ford         | + 34,105    |
| PP    | Mario Andretti   | Lotus-Ford         | 1:22,058    |
| SR    | Niki Lauda       | Brabham-Alfa Romeo | 1:24,836    |

Der Große Preis von Schweden in Anderstorp fand am 17. Juni 1978 statt und ging über eine Distanz von 70 Runden (282,17 km).
Beim Grand Prix von Schweden setzte Brabham den so genannten Staubsauger (Brabham BT46B) ein. Im Heck des Brabhams war ein Ventilator befestigt, der offiziell zur Motorkühlung eingesetzt wurde. Tatsächlich erzeugte der Ventilator einen Unterdruck unter dem Wagen und erhöhte somit den Anpressdruck des Brabhams. Eine Woche später wurde das Ventilatorsystem verboten, da der Unterdruck angeblich Steine aufschleuderte und diese in das Gesicht des Nachfolgenden flogen.

### Großer Preis von Frankreich
| Platz | Fahrer           | Team               | Zeit       |
| ----- | ---------------- | ------------------ | ---------- |
| 1     | Mario Andretti   | Lotus-Ford         | 1:38:51,92 |
| 2     | Ronnie Peterson  | Lotus-Ford         | + 2,93     |
| 3     | James Hunt       | McLaren-Ford       | + 19,80    |
| PP    | John Watson      | Brabham-Alfa Romeo | 1:44,41    |
| SR    | Carlos Reutemann | Ferrari            | 1:48,56    |

Der Große Preis von Frankreich auf dem Circuit Paul Ricard fand am 2. Juli 1978 statt und ging über eine Distanz von 54 Runden (313,740 km).

### Großer Preis von Großbritannien
| Platz | Fahrer           | Team               | Zeit       |
| ----- | ---------------- | ------------------ | ---------- |
| 1     | Carlos Reutemann | Ferrari            | 1:42:12,39 |
| 2     | Niki Lauda       | Brabham-Alfa Romeo | + 1,23     |
| 3     | John Watson      | Brabham-Alfa Romeo | + 37,25    |
| PP    | Ronnie Peterson  | Lotus-Ford         | 1:16,80    |
| SR    | Niki Lauda       | Brabham-Alfa Romeo | 1:18,60    |

Der Große Preis von Großbritannien auf dem Brands Hatch Circuit fand am 16. Juli 1978 statt und ging über eine Distanz von 76 Runden (319,732 km).

### Großer Preis von Deutschland
| Platz | Fahrer          | Team         | Zeit       |
| ----- | --------------- | ------------ | ---------- |
| 1     | Mario Andretti  | Lotus-Ford   | 1:28:00,90 |
| 2     | Jody Scheckter  | Wolf-Ford    | + 15,35    |
| 3     | Jacques Laffite | Ligier-Matra | + 28,01    |
| PP    | Mario Andretti  | Lotus-Ford   | 1:51,90    |
| SR    | Ronnie Peterson | Lotus-Ford   | 1:55,62    |

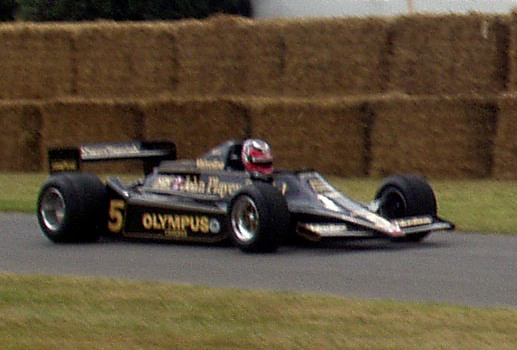
Ein Lotus 79 von 1978 beim Goodwood Festival of Speed 2006

Der Große Preis von Deutschland auf dem Hockenheimring fand am 30. Juli 1978 statt und ging über eine Distanz von 45 Runden à 6,789 km (305,505 km).

### Großer Preis von Österreich
| Platz | Fahrer            | Team         | Zeit       |
| ----- | ----------------- | ------------ | ---------- |
| 1     | Ronnie Peterson   | Lotus-Ford   | 1:41:21,57 |
| 2     | Patrick Depailler | Tyrrell-Ford | + 47,44    |
| 3     | Gilles Villeneuve | Ferrari      | + 1:39,76  |
| PP    | Ronnie Peterson   | Lotus-Ford   | 1:37,71    |
| SR    | Ronnie Peterson   | Lotus-Ford   | 1:43,12    |

Der Große Preis von Österreich auf dem Österreichring fand am 13. August 1978 statt und ging über eine Distanz von 54 Runden (320,868 km).

### Großer Preis der Niederlande
| Platz | Fahrer          | Team               | Zeit       |
| ----- | --------------- | ------------------ | ---------- |
| 1     | Mario Andretti  | Lotus-Ford         | 1:41:04,23 |
| 2     | Ronnie Peterson | Lotus-Ford         | + 0,32     |
| 3     | Niki Lauda      | Brabham-Alfa Romeo | + 12,21    |
| PP    | Mario Andretti  | Lotus-Ford         | 1:16,36    |
| SR    | Niki Lauda      | Brabham-Alfa Romeo | 1:19,57    |

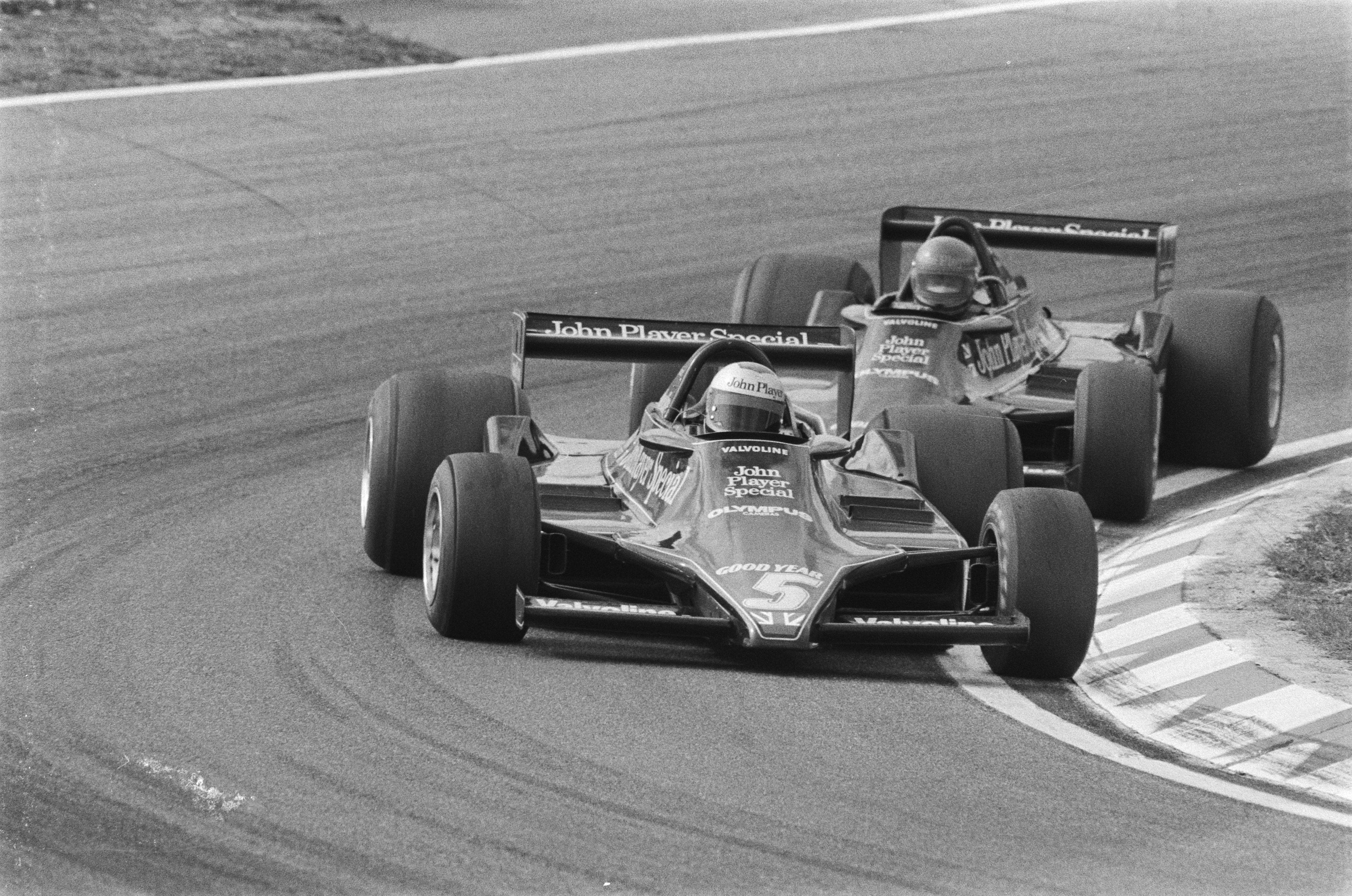
Die Lotus-Fahrer Mario Andretti und Ronnie Peterson in Zandvoort

Der Große Preis der Niederlande auf dem Circuit Park Zandvoort fand am 27. August 1978 statt und ging über eine Distanz von 75 Runden (316,95 km).

### Großer Preis von Italien
| Platz | Fahrer           | Team               | Zeit       |
| ----- | ---------------- | ------------------ | ---------- |
| 1     | Niki Lauda       | Brabham-Alfa Romeo | 1:07:04,54 |
| 2     | John Watson      | Brabham-Alfa Romeo | + 1,48     |
| 3     | Carlos Reutemann | Ferrari            | + 20,47    |
| PP    | Mario Andretti   | Lotus-Ford         | 1:37,52    |
| SR    | Mario Andretti   | Lotus-Ford         | 1:38,23    |

Der Große Preis von Italien in Monza fand am 10. September 1978 statt und ging über eine Distanz von 40 Runden (232 km).
Das Rennen wurde wegen einer schweren Massenkarambolage nach dem Start, in die auch Ronnie Peterson verwickelt war, abgebrochen. Einen Tag später erlag Peterson seinen Verletzungen.
Das Rennen wurde neu gestartet und von 52 auf 40 Runden verkürzt.
Der erstplatzierte Mario Andretti und der zweitplatzierte Gilles Villeneuve wurden mit einer Strafminute wegen Frühstarts belegt.

### Großer Preis der USA Ost
| Platz | Fahrer             | Team          | Zeit        |
| ----- | ------------------ | ------------- | ----------- |
| 1     | Carlos Reutemann   | Ferrari       | 1:40:48,800 |
| 2     | Alan Jones         | Williams-Ford | + 19,739    |
| 3     | Jody Scheckter     | Wolf-Ford     | + 45,701    |
| PP    | Mario Andretti     | Lotus-Ford    | 1:38,114    |
| SR    | Jean-Pierre Jarier | Lotus-Ford    | 1:39,557    |

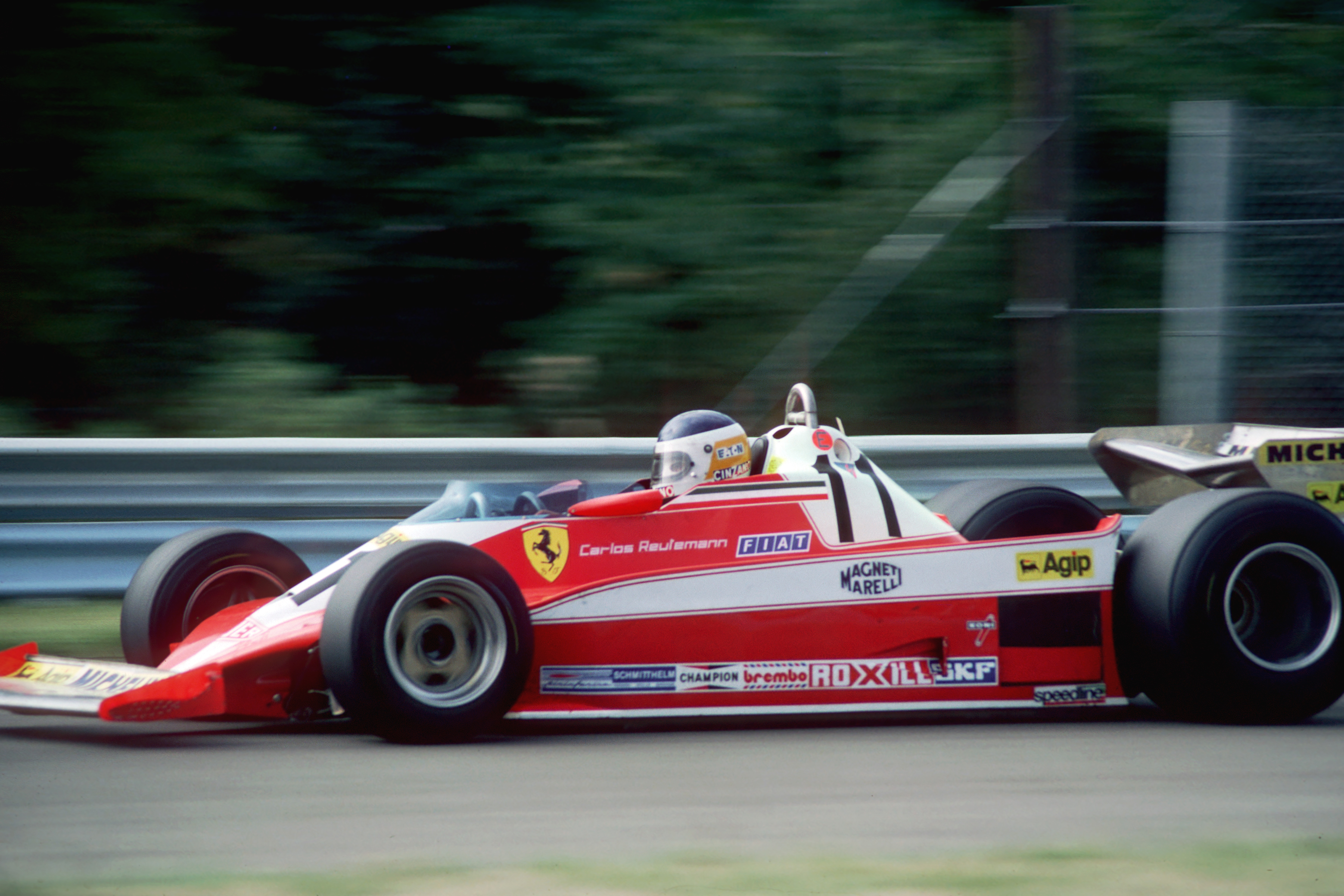
Carlos Reutemann in Watkins Glen

Der Große Preis der USA Ost auf dem Watkins Glen International fand am 1. Oktober 1978 statt und ging über eine Distanz von 59 Runden (320,665 km).

### Großer Preis von Kanada
| Platz | Fahrer             | Team          | Zeit        |
| ----- | ------------------ | ------------- | ----------- |
| 1     | Gilles Villeneuve  | Ferrari       | 1:57:49,196 |
| 2     | Jody Scheckter     | Wolf-Ford     | + 13,375    |
| 3     | Carlos Reutemann   | Ferrari       | + 19,408    |
| PP    | Jean-Pierre Jarier | Lotus-Ford    | 1:38,015    |
| SR    | Alan Jones         | Williams-Ford | 1:38,072    |

Der Große Preis von Kanada auf dem Île Notre-Dame Circuit in Montreal fand am 8. Oktober 1978 statt und ging über eine Distanz von 70 Runden (315,0 km).

## Weltmeisterschaftswertungen
| Platz  | 1 | 2 | 3 | 4 | 5 | 6 |
| Punkte | 9 | 6 | 4 | 3 | 2 | 1 |

Für die Wertung wurden die besten sieben Ergebnisse der ersten acht und die besten sieben der restlichen acht Rennen berücksichtigt. In der Konstrukteurswertung wurde der jeweils bestplatzierte Wagen des jeweiligen Konstrukteurs berücksichtigt (in Klammern die Gesamtpunkte).

### Fahrerwertung
| Pos. | Fahrer          | Konstrukteur       |     |     |     |      |      |      |      |     |     |     |      |      |      |      |     |      | Punkte |
| 01   | M. Andretti     | Lotus-Ford         | 1   | 4   | 7   | 2    | 11   | 1    | 1    | DNF | 1   | DNF | 1    | DNF  | 1    | 6    | DNF | 10   | 64     |
| 02   | R. Peterson     | Lotus-Ford         | 5   | DNF | 1   | 4    | DNF  | 2    | 2    | 3   | 2   | DNF | DNF  | 1    | 2    | DNF  | †   | †    | 51     |
| 03   | C. Reutemann    | Ferrari            | 7   | 1   | DNF | 1    | 8    | 3    | DNF  | 10  | 18  | 1   | DNF  | DSQ  | 7    | 3    | 1   | 3    | 48     |
| 04   | N. Lauda        | Brabham-Alfa Romeo | 2   | 3   | DNF | DNF  | 2    | DNF  | DNF  | 1   | DNF | 2   | DNF  | DNF  | 3    | 1    | DNF | DNF  | 44     |
| 05   | P. Depailler    | Tyrrell-Ford       | 3   | DNF | 2   | 3    | 1    | DNF  | DNF  | DNF | DNF | 4   | DNF  | 2    | DNF  | 11   | DNF | 5    | 34     |
| 06   | J. Watson       | Brabham-Alfa Romeo | DNF | 8   | 3   | DNF  | 4    | DNF  | 5    | DNF | 4   | 3   | 7    | 7    | 4    | 2    | DNF | DNF  | 25     |
| 07   | J. Scheckter    | Wolf-Ford          | 10  | DNF | DNF | DNF  | 3    | DNF  | 4    | DNF | 6   | DNF | 2    | DNF  | 12   | 12   | 3   | 2    | 24     |
| 08   | J. Laffite      | Ligier-Matra       | 16  | 9   | 5   | 5    | DNF  | 5    | 3    | 7   | 7   | 10  | 3    | 5    | 8    | 4    | 11  | DNF  | 19     |
| 09   | G. Villeneuve   | Ferrari            | 8   | DNF | DNF | DNF  | DNF  | 4    | 10   | 9   | 12  | DNF | 8    | 3    | 6    | 7    | DNF | 1    | 17     |
| 10   | E. Fittipaldi   | Fittipaldi-Ford    | 9   | 2   | DNF | 8    | 9    | DNF  | DNF  | 6   | DNF | DNF | 4    | 4    | 5    | 8    | 5   | DNF  | 17     |
| 11   | A. Jones        | Williams-Ford      | DNF | 11  | 4   | 7    | DNF  | 10   | 8    | DNF | 5   | DNF | DNF  | DNF  | DNF  | 13   | 2   | 9    | 11     |
| 12   | R. Patrese      | Arrows-Ford        |     | 10  | DNF | 6    | 6    | DNF  | DNF  | 2   | 8   | DNF | 9    | DNF  | DNF  | DNF  |     | 4    | 11     |
| 13   | J. Hunt         | McLaren-Ford       | 4   | DNF | DNF | DNF  | DNF  | DNF  | 6    | 8   | 3   | DNF | DSQ  | DNF  | 10   | DNF  | 7   | DNF  | 8      |
| 14   | P. Tambay       | McLaren-Ford       | 6   | DNF | DNF | 12   | 7    |      | DNF  | 4   | 9   | 6   | DNF  | DNF  | 9    | 5    | 6   | 8    | 8      |
| 15   | D. Pironi       | Tyrrell-Ford       | 14  | 6   | 6   | DNF  | 5    | 6    | 12   | DNF | 10  | DNF | 5    | DNF  | DNF  | DNF  | 10  | 7    | 7      |
| 16   | C. Regazzoni    | Shadow-Ford        | 15  | 5   | DNQ | 10   | DNQ  | DNF  | 15   | 5   | DNF | DNF | DNQ  | NC   | DNQ  | NC   | 14  | DNQ  | 4      |
| 17   | J.-P. Jabouille | Renault            |     |     | DNF | DNF  | 10   | NC   | 13   | DNF | DNF | DNF | DNF  | DNF  | DNF  | DNF  | 4   | 12   | 3      |
| 18   | H.-J. Stuck     | Shadow-Ford        | 17  | DNF | DNQ | DNS  | DNF  | DNF  | DNF  | 11  | 11  | 5   | DNF  | DNF  | DNF  | DNF  | DNF | DNF  | 2      |
| 19   | V. Brambilla    | Surtees-Ford       | 18  | DNQ | 12  | DNF  | DNQ  | 13   | 7    | DNF | 17  | 9   | DNF  | 6    | DSQ  | DNF  |     |      | 1      |
| 20   | D. Daly         | Hesketh-Ford       |     |     |     | DNPQ | DNPQ | DNQ  |      |     |     |     |      |      |      |      |     |      | 0      |
| 20   | D. Daly         | Ensign-Ford        |     |     |     |      |      |      |      |     | DNQ | DNF |      | DSQ  | DNF  | 10   | 8   | 6    | 1      |
| 21   | H. Rebaque      | Lotus-Ford         | DNQ | DNF | 10  | DNPQ | DNPQ | DNPQ | DNF  | 12  | DNQ | DNF | 6    | DNF  | 11   | DNQ  | DNF | DNQ  | 1      |
| 22   | B. Lunger       | McLaren-Ford       | 13  | DNF | 11  | DNQ  | DNPQ | 7    | DNQ  | DNQ | DNF | 8   | DNPQ | 8    | DNF  | DNF  |     |      | 0      |
| 22   | B. Lunger       | Ensign-Ford        |     |     |     |      |      |      |      |     |     |     |      |      |      |      | 13  |      | 0      |
| 23   | B. Giacomelli   | McLaren-Ford       |     |     |     |      |      | 8    |      |     | DNF | 7   |      |      | DNF  | 14   |     |      | 0      |
| 24   | J. Mass         | ATS-Ford           | 11  | 7   | DNF | DNF  | DNQ  | 11   | 9    | 13  | 13  | NC  | DNF  | DNQ  | DNQ  |      |     |      | 0      |
| 25   | J.-P. Jarier    | ATS-Ford           | 12  | DNS | 8   | 11   | DNQ  |      |      |     |     |     | DNQ  |      |      |      |     |      | 0      |
| 25   | J.-P. Jarier    | Lotus-Ford         |     |     |     |      |      |      |      |     |     |     |      |      |      |      | 15  | DNF  | 0      |
| 26   | R. Arnoux       | Martini-Ford       |     |     | DNQ |      | DNPQ | 9    |      |     | 14  |     | DNPQ | 9    | DNF  |      |     |      | 0      |
| 26   | R. Arnoux       | Surtees-Ford       |     |     |     |      |      |      |      |     |     |     |      |      |      |      | 9   | DNF  | 0      |
| 27   | R. Stommelen    | Arrows-Ford        |     |     | 9   | 9    | DNF  | DNF  | 14   | 14  | 15  | DNQ | DSQ  | DNPQ | DNPQ | DNPQ | 16  | DNPQ | 0      |
| 28   | N. Piquet       | Ensign-Ford        |     |     |     |      |      |      |      |     |     |     | DNF  |      |      |      |     |      | 0      |
| 28   | N. Piquet       | McLaren-Ford       |     |     |     |      |      |      |      |     |     |     |      | DNF  | DNF  | 9    |     |      | 0      |
| 28   | N. Piquet       | Brabham-Alfa Romeo |     |     |     |      |      |      |      |     |     |     |      |      |      |      |     | 11   | 0      |
| 29   | K. Rosberg      | Theodore-Ford      |     |     | DNF | DNPQ | DNPQ | DNQ  | DNPQ |     |     |     | 10   | NC   | DNF  | DNPQ |     |      | 0      |
| 29   | K. Rosberg      | ATS-Ford           |     |     |     |      |      |      |      | 15  | 16  | DNF |      |      |      |      | DNF | NC   | 0      |
| 30   | R. Keegan       | Surtees-Ford       | DNF | DNF | DNF | DNS  | DNF  | DNQ  | 11   | DNQ | DNF | DNQ | DNQ  | DNQ  | DNS  |      |     |      | 0      |
| 31   | H. Ertl         | Ensign-Ford        |     |     |     |      |      |      |      |     |     |     | 11   | DNF  | DNPQ | DNPQ |     |      | 0      |
| 32   | J. Ickx         | Ensign-Ford        |     |     |     |      | DNF  | 12   | DNF  | DNQ |     |     |      |      |      |      |     |      | 0      |
| 33   | B. Rahal        | Wolf-Ford          |     |     |     |      |      |      |      |     |     |     |      |      |      |      | 12  | DNF  | 0      |
| —    | A. Merzario     | Merzario-Ford      | DNF | DNQ | DNF | DNF  | DNPQ | DNPQ | DNQ  | NC  | DNQ | DNF | DNQ  | DNQ  | DNF  | DNF  | DNF | DNQ  | 0      |
| —    | L. Leoni        | Ensign-Ford        | DNF | DNS | DNQ | DNQ  |      |      |      |     |     |     |      |      |      |      |     |      | 0      |
| —    | D. Ongais       | Ensign-Ford        | DNF | DNF |     |      |      |      |      |     |     |     |      |      |      |      |     |      | 0      |
| —    | D. Ongais       | Shadow-Ford        |     |     |     | DNPQ |      |      |      |     |     |     |      |      | DNPQ |      |     |      | 0      |
| —    | M. Bleekemolen  | ATS-Ford           |     |     |     |      |      |      |      |     |     |     |      |      | DNQ  | DNQ  | DNF | DNPQ | 0      |
| —    | E. Cheever      | Theodore-Ford      | DNQ | DNQ |     |      |      |      |      |     |     |     |      |      |      |      |     |      | 0      |
| —    | E. Cheever      | Hesketh-Ford       |     |     | DNF |      |      |      |      |     |     |     |      |      |      |      |     |      | 0      |

| Legende  | Legende            | Legende                                                          |
| Farbe    | Abkürzung          | Bedeutung                                                        |
| -------- | ------------------ | ---------------------------------------------------------------- |
| Gold     | –                  | Sieg                                                             |
| Silber   | –                  | 2. Platz                                                         |
| Bronze   | –                  | 3. Platz                                                         |
| Grün     | –                  | Platzierung in den Punkten                                       |
| Blau     | –                  | Klassifiziert außerhalb der Punkteränge                          |
| Violett  | DNF                | Rennen nicht beendet (did not finish)                            |
| Violett  | NC                 | nicht klassifiziert (not classified)                             |
| Rot      | DNQ                | nicht qualifiziert (did not qualify)                             |
| Rot      | DNPQ               | in Vorqualifikation gescheitert (did not pre-qualify)            |
| Schwarz  | DSQ                | disqualifiziert (disqualified)                                   |
| Weiß     | DNS                | nicht am Start (did not start)                                   |
| Weiß     | WD                 | zurückgezogen (withdrawn)                                        |
| Hellblau | PO                 | nur am Training teilgenommen (practiced only)                    |
| Hellblau | TD                 | Freitags-Testfahrer (test driver)                                |
| ohne     | DNP                | nicht am Training teilgenommen (did not practice)                |
| ohne     | INJ                | verletzt oder krank (injured)                                    |
| ohne     | EX                 | ausgeschlossen (excluded)                                        |
| ohne     | DNA                | nicht erschienen (did not arrive)                                |
| ohne     | C                  | Rennen abgesagt (cancelled)                                      |
| ohne     | keine WM-Teilnahme |                                                                  |
| sonstige | P/fett             | Pole-Position                                                    |
| sonstige | 1/2/3/4/5/6/7/8    | Punktplatzierung im Sprint-/Qualifikationsrennen                 |
| sonstige | SR/kursiv          | Schnellste Rennrunde                                             |
| sonstige | *                  | nicht im Ziel, aufgrund der zurückgelegten Distanz aber gewertet |
| sonstige | ()                 | Streichresultate                                                 |
| sonstige | unterstrichen      | Führender in der Gesamtwertung                                   |

### Konstrukteurswertung
Für die Konstrukteursmeisterschaft zählten nur die Punkte des bestplatzierten Wagens je Rennen (in Klammer die Gesamtpunktezahl).
| Pos. | Konstrukteur       | Punkte   |
| ---- | ------------------ | -------- |
| 1    | Lotus-Ford         | 86 (116) |
| 2    | Ferrari            | 58 (65)  |
| 3    | Brabham-Alfa Romeo | 53 (69)  |
| 4    | Tyrrell-Ford       | 38 (41)  |
| 5    | Wolf-Ford          | 24       |
| 6    | Ligier-Matra       | 19       |
| 7    | Fittipaldi-Ford    | 17       |
| 8    | McLaren-Ford       | 15 (16)  |
| 9    | Williams-Ford      | 11       |

| Pos. | Konstrukteur  | Punkte |
| ---- | ------------- | ------ |
| 10   | Arrows-Ford   | 11     |
| 11   | Shadow-Ford   | 6      |
| 12   | Renault       | 3      |
| 13   | Surtees-Ford  | 1      |
| 14   | Ensign-Ford   | 1      |
| 15   | ATS-Ford      | 0      |
| 16   | Theodore-Ford | 0      |
| —    | Merzario-Ford | 0      |
| —    | Hesketh-Ford  | 0      |

## Kurzmeldungen Formel 1
- Patrick Depailler gewann in Monaco mit einem Tyrrell-Ford seinen ersten Grand Prix.
- Der 34-jährige Schwede Ronnie Peterson wurde bei seinem 123. Grand Prix Opfer eines Unfalls, der von einem schlechten Startmanöver und der Tatsache ausgelöst wurde, dass die Piste in Monza wenige hundert Meter nach dem Start von 30 m auf 12 m Breite schmaler wird. Die meisten Fahrzeuge rollten noch, als die Startampel auf Grün sprang. Villeneuve, Andretti und Lauda kamen gut weg; dahinter bildete sich sofort ein Stau. Patrese, Hunt und Peterson ging bei der trichterförmigen Zufahrt auf die erste Schikane der Platz aus, es kam zur Berührung und zur Kettenreaktion. Dahinter kollidierten auch noch acht weitere Fahrzeuge miteinander. Durch die Explosion von Petersons Lotus beim Aufprall an die Leitplanken entstand ein Feuerball über der Unfallstelle. In weniger als einer Minute wurde Peterson von den Fahrerkollegen aus dem brennenden Wrack mit Verbrennungen und gebrochenen Beinen befreit, starb jedoch am nächsten Vormittag im Krankenhaus an einer Fettembolie, eine Folge der Knochenbrüche. Im trotz des Unfalles durchgeführten Rennen wurde Mario Andretti Weltmeister.
- Gilles Villeneuve holte sich auf Ferrari seinen ersten Sieg beim Heimat-Grand-Prix in Kanada.